# Dekanat święciechowski
Dekanat święciechowski – jeden z 43 dekanatów archidiecezji poznańskiej. 

## Parafie
- parafia pw. św. Marcina (Długie Stare)
- parafia pw. św. Marcina (Wilkowice)
- parafia pw. św. Apostołów Piotra i Pawła (Gołanice)
- parafia pw. św. Michała Archanioła (Jezierzyce Kościelne)
- parafia pw. Najświętszej Maryi Panny Śnieżnej (Krzycko Małe)
- parafia pw. Narodzenia NMP (Zbarzewo)
- parafia pw. Niepokalanego Poczęcia NMP (Lasocice)
- parafia pw. Wszystkich Świętych (Mórkowo)
- parafia pw. Wszystkich Świętych (Niechłód)
- parafia św. Jakuba Większego Apostoła w Święciechowie

## Galeria

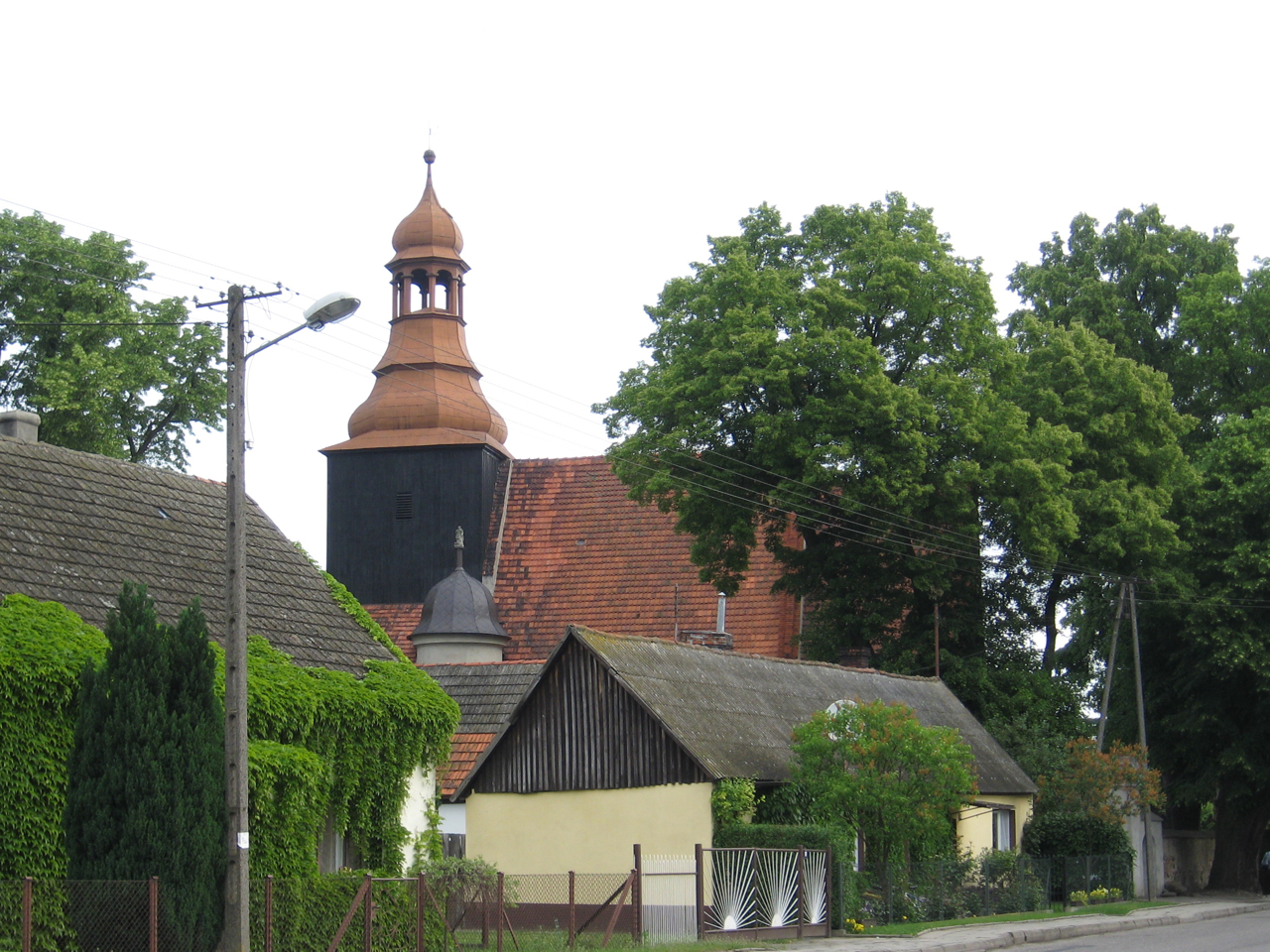
Kościół w Długich Starych
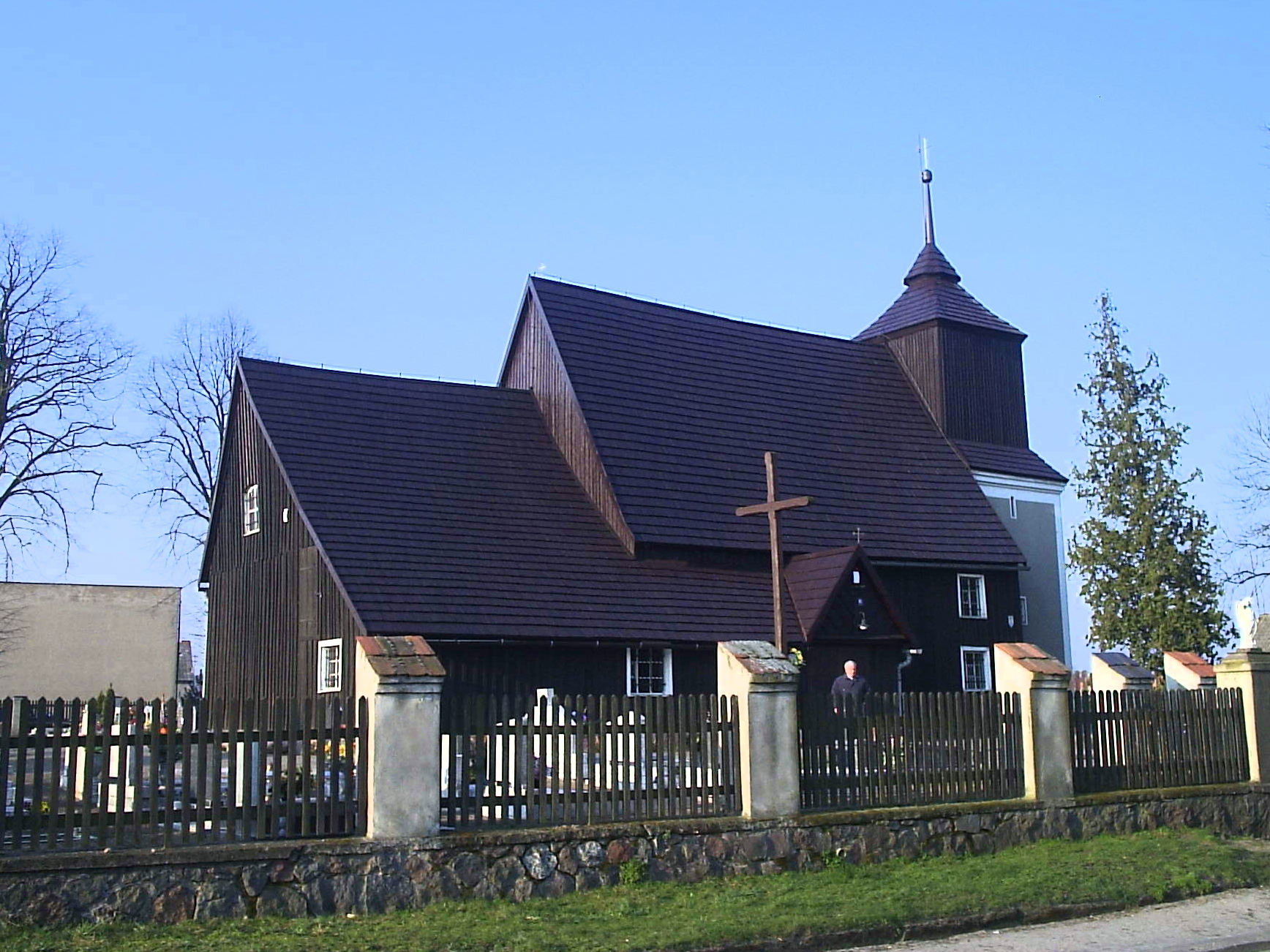
Jezierzyce Kościelne
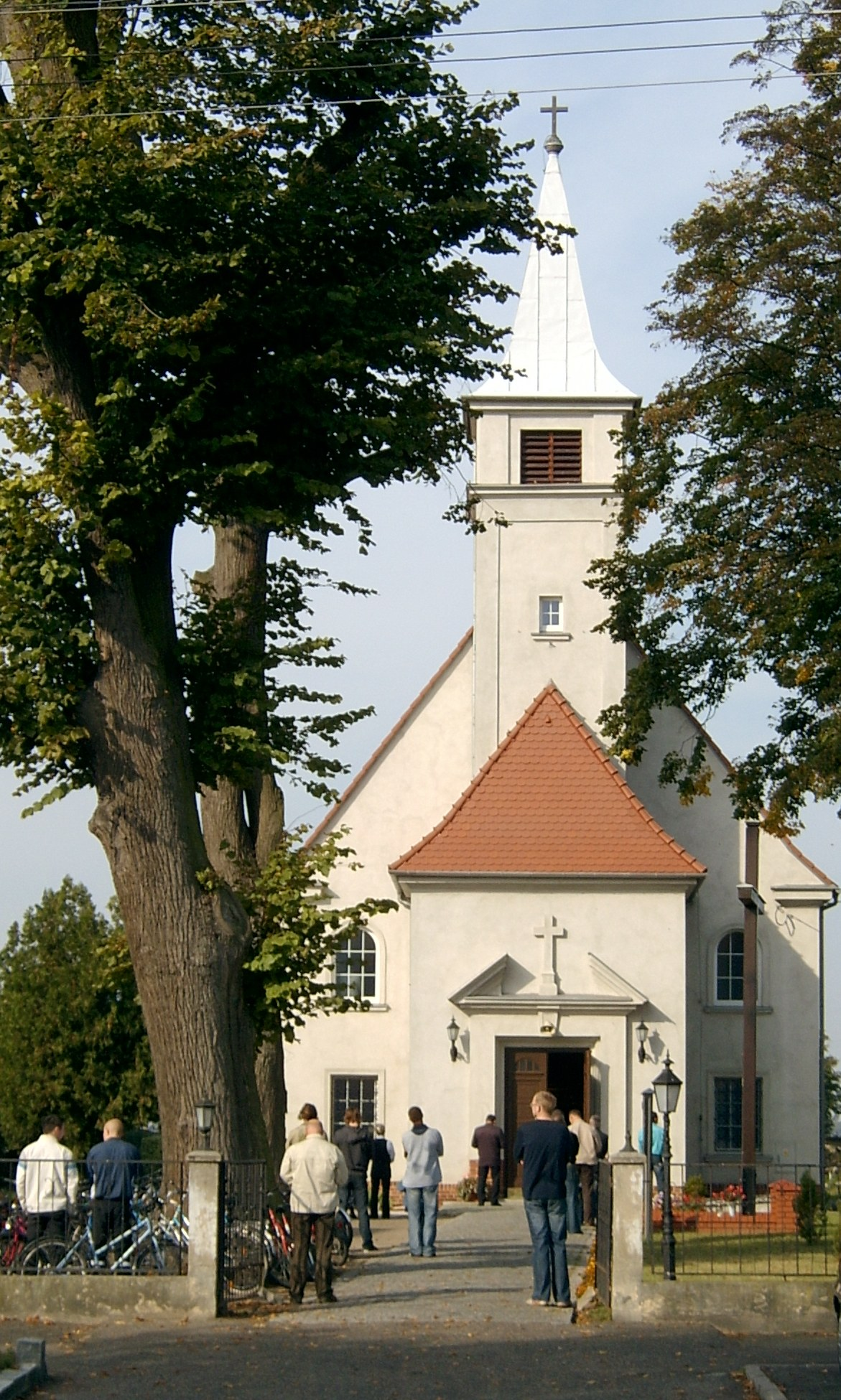
Kościół w Lasocicach
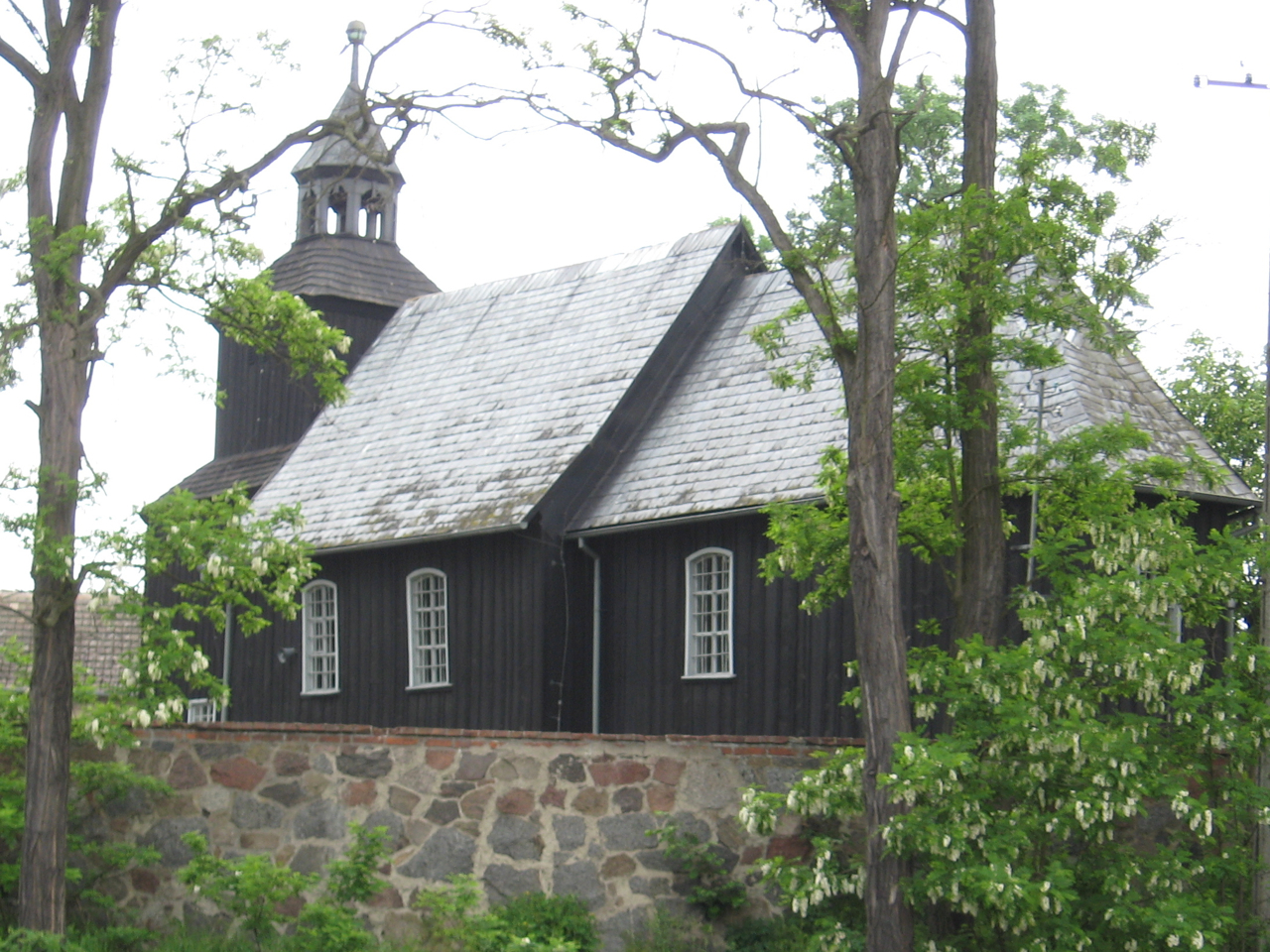
Kościół w Niechłodzie